# 日本ウェルネススポーツ専門学校新潟校
日本ウェルネススポーツ専門学校新潟校（にほんウェルネススポーツせんもんがっこうにいがたこう）は、新潟県魚沼市にある私立の専門学校。運営母体は、学校法人タイケン学園。

## 科目
- 健康スポーツ科 修業年限 2年(夜間有り)
  - 競技スポーツコース 
    - 硬式野球,軟式野球,女子硬式野球,サッカー,陸上競技,バレーボール,バスケットボール,ソフトボール,卓球,空手,テニス,格闘技,カヌー,ライフセービング,ストレングス&コンディショニング,バドミントン

  - インストラクターコース
  - スポーツ研究コース
    - 運動プログラム,スポーツビジネス,セキュリティ,公務員（自衛官.警察官.消防官）,障害者スポーツ,医療.福祉ワールド
- アスレティックトレーナー科 修業年限 2年(夜間有り)
  - アスリートトレーナー専攻
  - フィジカルトレーナー専攻
  - スクールトレーナー専攻
- チャイルドトレーナー科 修業年限 2年
  - 幼稚園教諭&保育士コース
  - チャイルドスポーツコース
- 専攻科 修業年限 1年
  - トレーナー専攻
  - 競技スポーツ専攻
  - 幼稚園教諭・保育士専攻(短大併修)
- ビジネスIT科

## 関連人物
- 柴岡三千夫 学長兼学校法人タイケン学園グループ理事長